# الیزابت اسپلکی
الیزابت اسپلکی (انگلیسی: Elizabeth Spelke؛ زادهٔ ۲۸ مه ۱۹۴۹) یک روان‌شناس اهل ایالات متحده آمریکا است.
وی همچنین برنده جوایزی همچون کمک هزینه گوگنهایم شده است.